# Pseudomys occidentalis
Il topo australiano occidentale (Pseudomys occidentalis  Tate, 1951) è un roditore della famiglia dei Muridi endemico dell'Australia

## Descrizione
Roditore di piccole dimensioni, con la lunghezza della testa e del corpo tra 88 e 110 mm, la lunghezza della coda tra 120 e 140 mm, la lunghezza del piede tra 24 e 28 mm, la lunghezza delle orecchie tra 18 e 20 mm e un peso fino a 55 g.

Le parti superiori sono grigio scure con riflessi giallastri. Le parti ventrali sono bianco-grigiastre, con la base dei peli bruno-nerastra. Le mani e i piedi sono bianchi. La coda è più lunga della testa e del corpo, ricoperta densamente di lunghi peli, nera sopra, bianca sotto e sulla punta. Il cariotipo è 2n=48 FN=54.

## Biologia

### Comportamento
È una specie notturna e gregaria. Si rifugia in tane costruite nel terreno durante il giorno.

### Alimentazione
Si nutre di semi, parti vegetali, fiori, frutta ed artropodi. Si arrampica velocemente sugli arbusti per nutrirsi.

## Distribuzione e habitat
Questa specie è diffusa nell'Australia Occidentale.
Vive nelle boscaglie secche, di Mallee e nelle savane alberate che non hanno subito incendi da almeno 15-20 anni e che siano fornite di sottobosco non più alto di 2,5 m, disposte su terreni sabbiosi con componenti di Laterite. 

## Conservazione
La IUCN Red List, considerato il vasto areale e la presenza in diverse aree protette, classifica P.occidentalis come specie a rischio minimo (Least Concern).